# Гирнык, Роман Романович
Роман Романович Гирнык (укр. Роман Романович Гірник; 1 ноября 1954 года, Львов — 12 мая 2000, там же) — советский украинский футболист, в 1994—1996 — президент ФК «Карпаты». Мастер спорта СССР.

## Биография
Учился во Львовском лесотехническом институте. За свою карьеру выступал за клубы «Авангард» (Ровно), «Спартак» (Ивано-Франковск), «Урожай» (Единцы), «Химик» (Дрогобыч) и «Ватра» (Рудно), однако больше был известен как нападающий львовских клубов «Автомобилист» и «Карпаты». В середине 1970-х он был главной ударной силой команды Эрнеста Юста, был техничным нападающим с хорошим ударом. Сыграл 15 матчей и забил 2 гола в чемпионате страны.
После завершения карьеры игрока стал преуспевающим бизнесменом, совладельцем казино и ряда престижных магазинов (в том числе МП «Шерол»). С ноября 1994 по 23 сентября 1996 года он был президентом клуба «Карпаты», однако пост покинул после конфликта с Мироном Маркевичем. Неоднократно выступал на соревнованиях ветеранов футбола.
Убит при неизвестных обстоятельствах 13 мая 2000 года: первая пуля срикошетила от бронированного стекла автомобиля, после чего Гирнык опустил стекло, вероятно, пытаясь узнать, что случилось, и был убит следующим выстрелом. Убийство не было раскрыто. Имя Романа Гирныка носит ныне футбольный турнир ветеранов.
Похоронен на Лычаковском кладбище во Львове.